# Кривава неділя (1920)

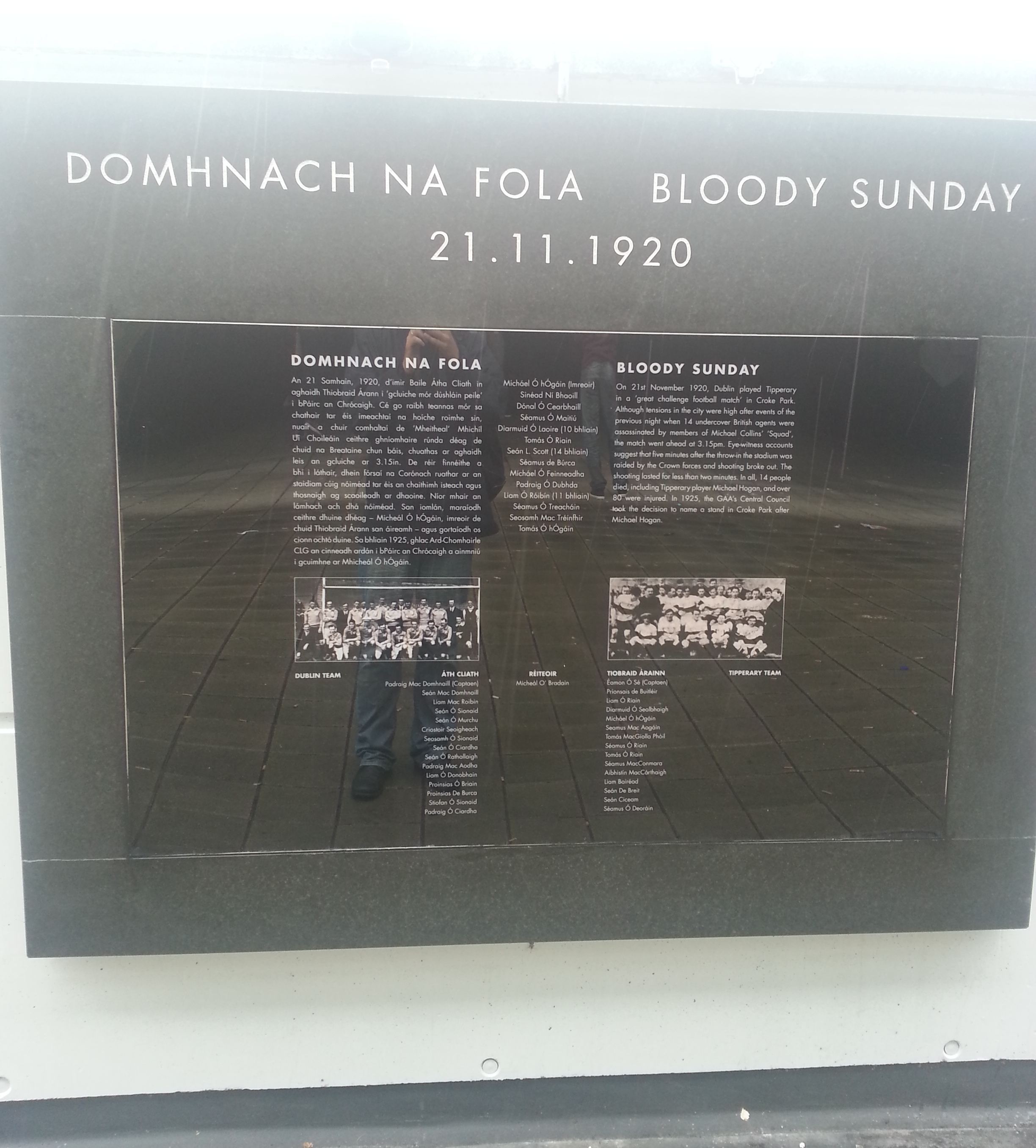
Меморіальна плита пам'яті жертв Кривавої неділі в Кроук Парку

Кривава неділя (ірл. Domhnach na Fola) — події 21 листопада 1920 року, під час війни за незалежність у Дубліні, що ознаменувалися найбільшим числом жертв, а саме 31 людина. Коли бійці ІРА вбили у Дубліні 11 британських поліцейських, того ж дня англійці відкрили вогонь по ірландцях на стадіоні. Загинуло 14 осіб. Увечері троє ув'язнених бійців ІРА, що розміщувалися в Дублінському замку, були піддані тортурам і пізніше розстріляні. За офіційною версією — вбиті при спробі втечі.